# Pratt & Whitney JT9D
Pratt & Whitney JT9D — семейство двухконтурных турбовентиляторных авиационных двигателей. Эти двигатели были первыми воздушно-реактивными двигателями с высокой степенью двухконтурности, применяемые на широкофюзеляжных самолётах. Изначально двигатель использовался на самолётах Boeing 747—100.

## История
JT9D изначально должен был стать двигателем для стратегического военно-транспортного самолёта С-5 Galaxy. Был подписан контракт с Pratt & Whitney для проектирования, но в конечном итоге производством двигателей занялись General Electric, создав двигатель TF39/CF6. Тем не менее, JT9D был выбран для работы на пассажирском Boeing 747, первый полёт которого состоялся 9 февраля 1969 года, а испытания самого двигателя начались в июне 1968 года, на Boeing B-52E.
JT9D-3, эксплуатация которого началась с 1970 года, был построен с использованием титановых и никелевых сплавов. Эта версия JT9D весила 3905 кг, тяга двигателя порядка 19680 кгс (193 кН). Производство двигателей прекратилось в 1990 году.
Продолжением двигателя JT9D являются двигатели PW4000. Они состоят из меньшего количества деталей, что даёт бо́льшую надёжность и низкую стоимость.
Применяется двигатель на самолетах: Airbus A300, Airbus A310, Boeing 747, Boeing 767, McDonnell Douglas DC-10.
| Модель       | Статическая тяга      | Масса двигателя | Длина   | Диаметр | Применение                                     |
| ------------ | --------------------- | --------------- | ------- | ------- | ---------------------------------------------- |
| JT9D-3A      | 20775 кгс (203,73 кН) | 3905 кг         | 3260 мм | 2340 мм | Boeing 747-100                                 |
| JT9D-7       | 21727 кгс (213,07 кН) | 4010 кг         | 3260 мм | 2340 мм | Boeing 747                                     |
| JT9D-20      | 22407 кгс (219,74 кН) | 3830 кг         | 3260 мм | 2340 мм | McDonnell Douglas DC-10/Boeing 747             |
| JT9D-7Q/7Q3  | 24041 кгс (235,76 кН) | 4216 кг         | 3360 мм | 2380 мм | Boeing 747                                     |
| JT9D-59A/70A | 24041 кгс (235,76 кН) | 4153 кг         | 3360 мм | 2380 мм | McDonnell Douglas DC-10/Boeing 747/Airbus A300 |
| JT9D-7R4D/D1 | 21772 кгс (213,51 кН) | 4039 кг         | 3370 мм | 2370 мм | Boeing 767/Airbus A310                         |
| JT9D-7R4G2   | 24834 кгс (243,54 кН) | 4053 кг         | 3370 мм | 2370 мм | Boeing 747                                     |
| JT9D-7R4H1   | 25401 кгс (249,10 кН) | 4030 кг         | 3370 мм | 2370 мм | Airbus A300                                    |

## Галерея

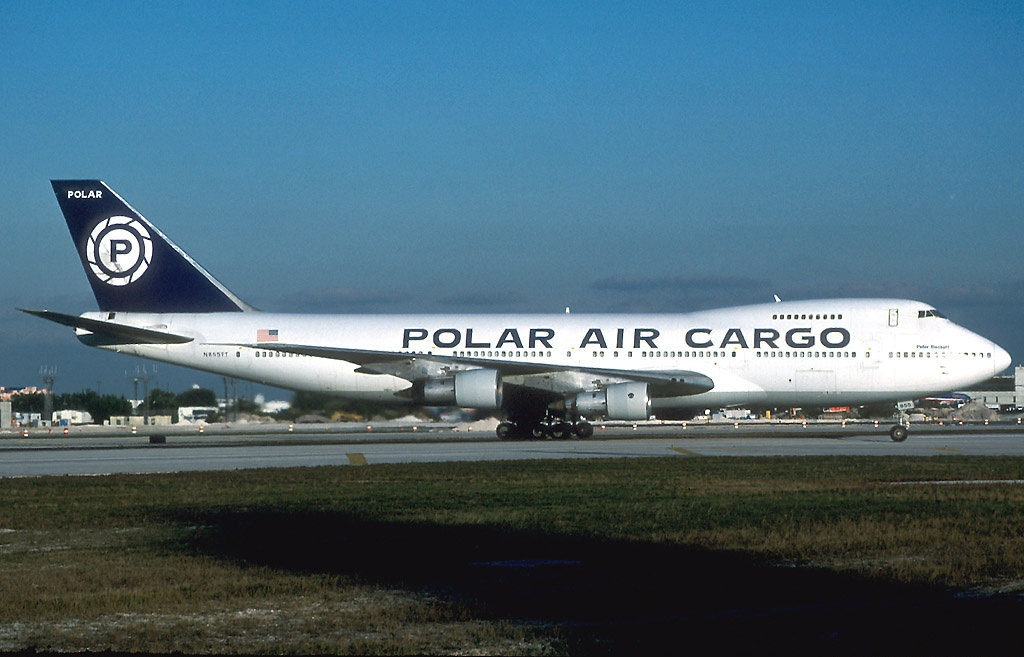
Boeing 747-124
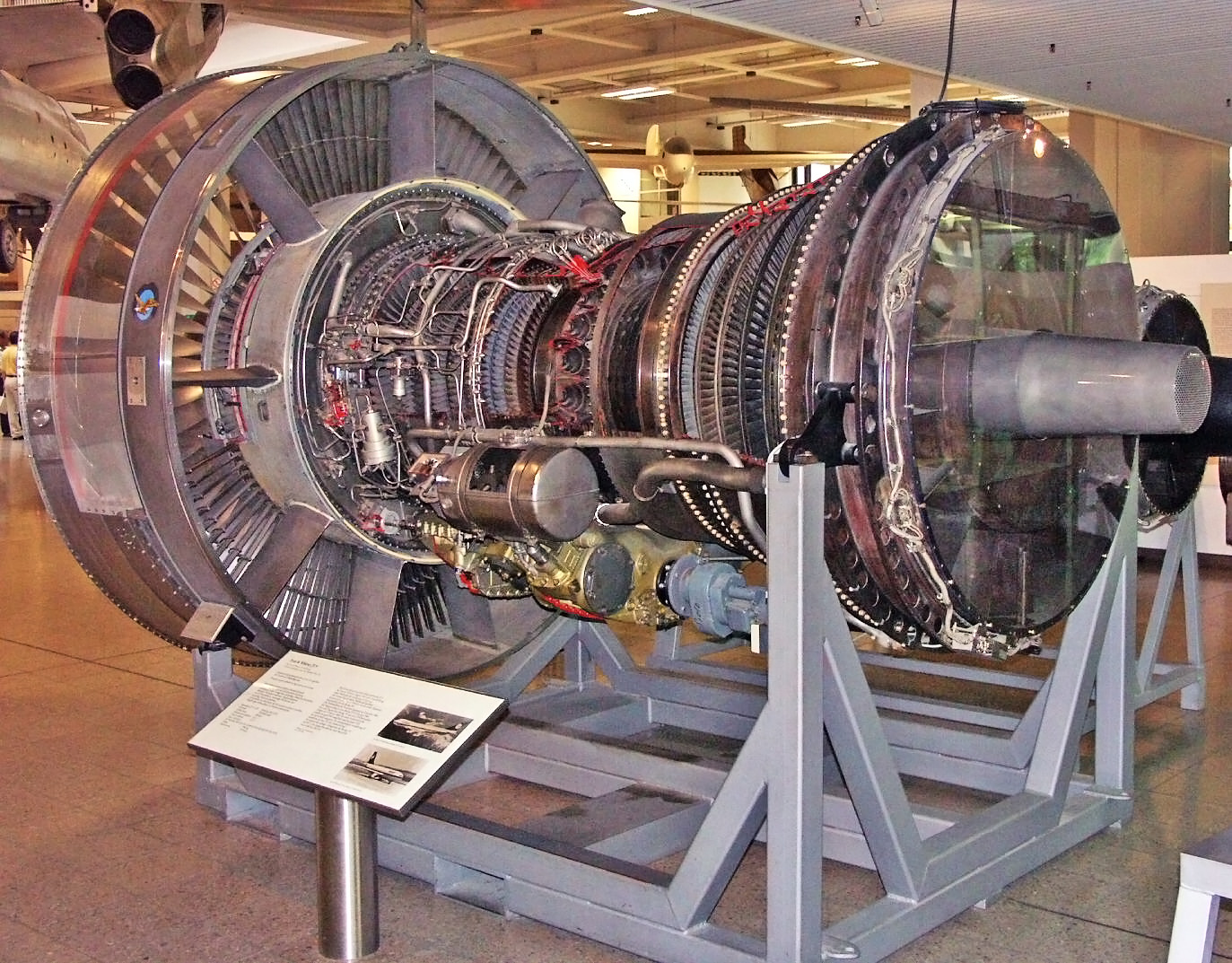
JT9D в музее, Мюнхен
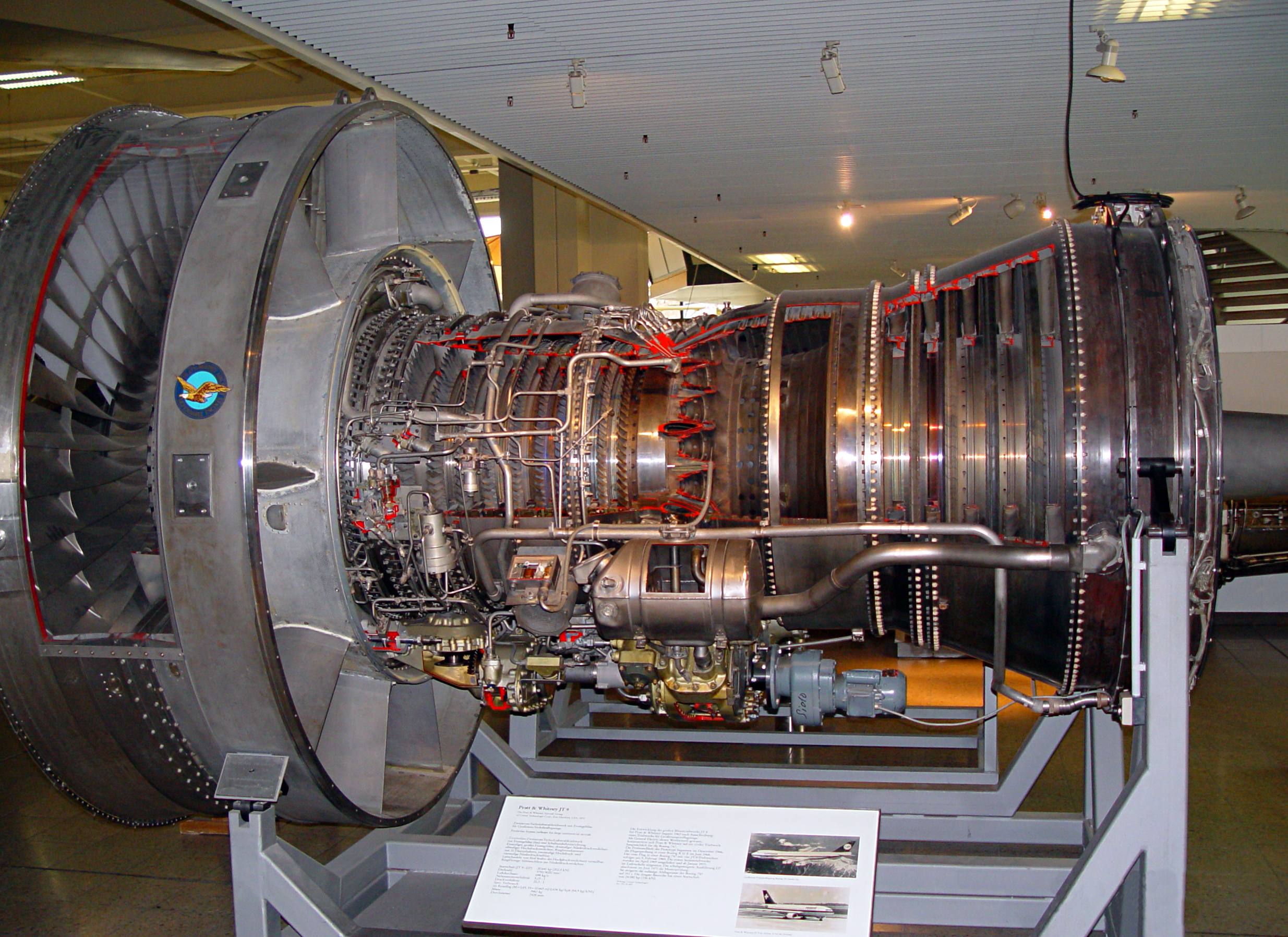
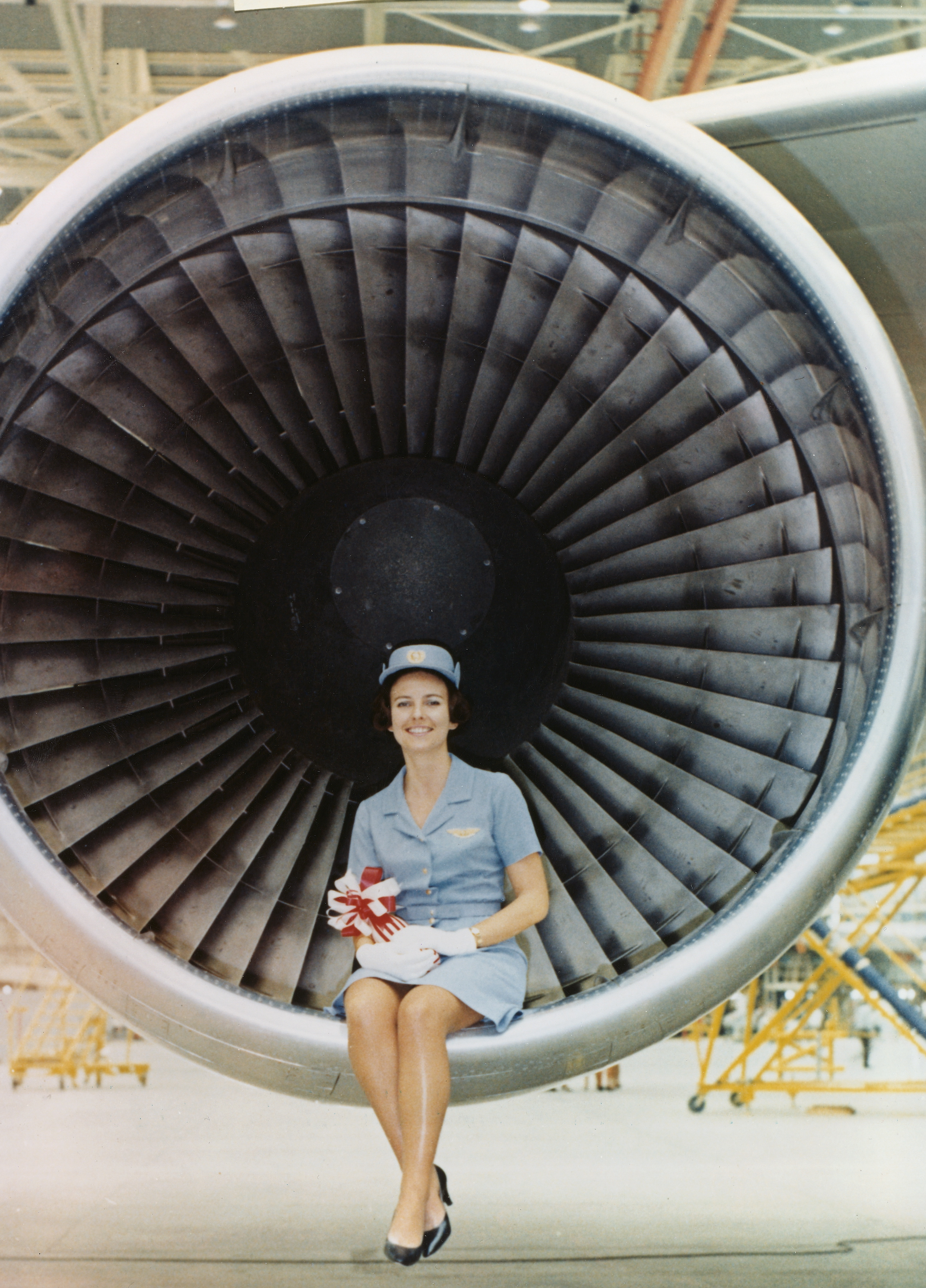
Габариты турбовентилятора
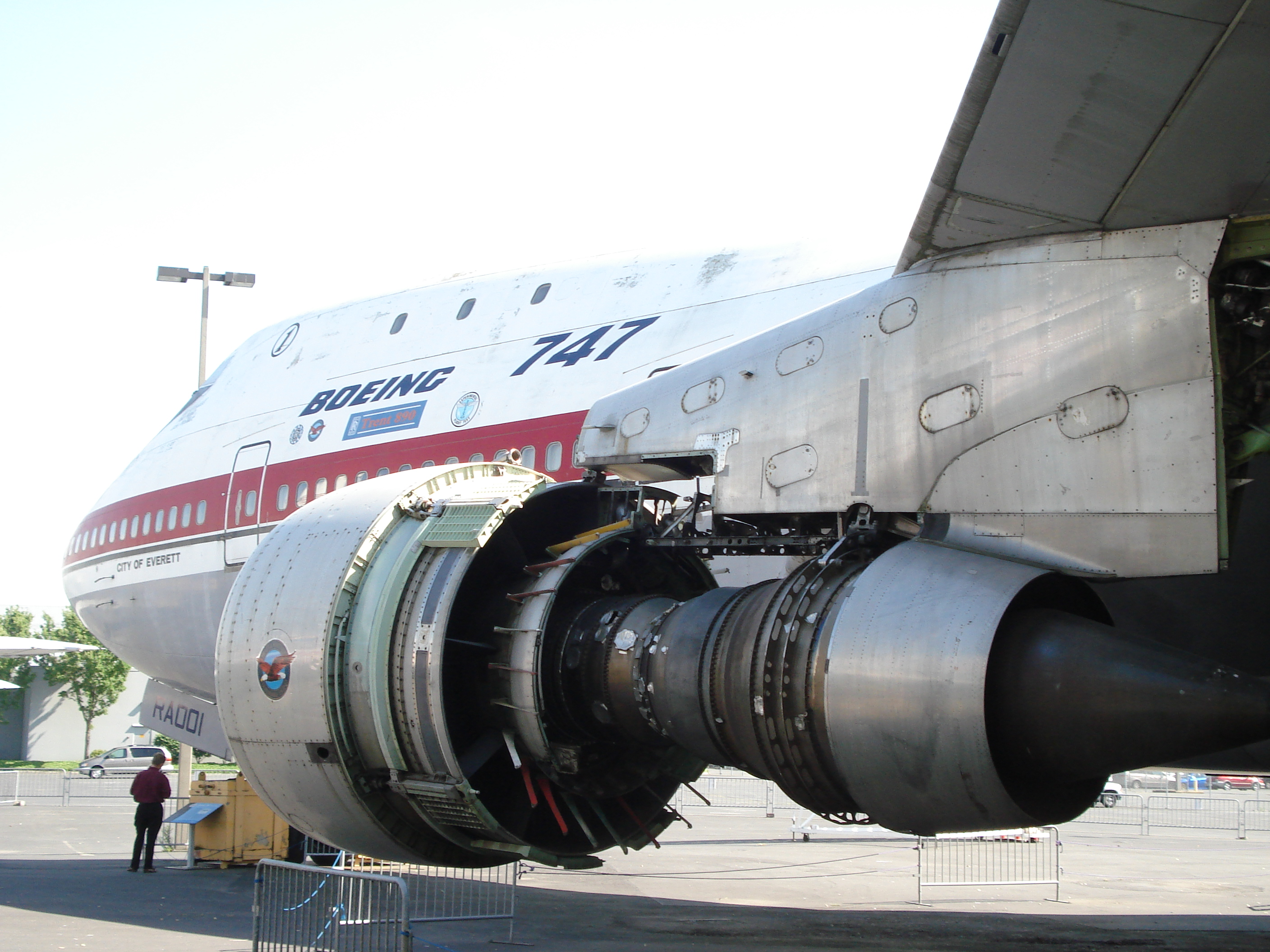
JT9D на крыле прототипа Boeing 747